# Moloy
Moloy est une commune française située dans le département de la Côte-d'Or en région Bourgogne-Franche-Comté.

## Géographie
Commune située sur l'Ignon.

### Climat
Pour des articles plus généraux, voir Climat de la Bourgogne-Franche-Comté et Climat de la Côte-d'Or.
En 2010, le climat de la commune est de type climat des marges montargnardes, selon une étude du Centre national de la recherche scientifique s'appuyant sur une série de données couvrant la période 1971-2000. En 2020, Météo-France publie une typologie des climats de la France métropolitaine dans laquelle la commune est exposée à un climat océanique altéré et est dans une zone de transition entre les régions climatiques « Lorraine, plateau de Langres, Morvan » et « Bourgogne, vallée de la Saône ». 
Pour la période 1971-2000, la température annuelle moyenne est de 10,4 °C, avec une amplitude thermique annuelle de 16,7 °C. Le cumul annuel moyen de précipitations est de 967 mm, avec 12,9 jours de précipitations en janvier et 8,9 jours en juillet. Pour la période 1991-2020, la température moyenne annuelle observée sur la station météorologique de Météo-France la plus proche, « Saint-Martin-du-M », sur la commune de Saint-Martin-du-Mont à 16 km à vol d'oiseau, est de 9,9 °C et le cumul annuel moyen de précipitations est de 938,1 mm,. Pour l'avenir, les paramètres climatiques de la commune estimés pour 2050 selon différents scénarios d'émission de gaz à effet de serre sont consultables sur un site dédié publié par Météo-France en novembre 2022.

## Urbanisme

### Typologie
Au 1er janvier 2024, Moloy est catégorisée commune rurale à habitat dispersé, selon la nouvelle grille communale de densité à 7 niveaux définie par l'Insee en 2022.
Elle est située hors unité urbaine. Par ailleurs la commune fait partie de l'aire d'attraction de Dijon, dont elle est une commune de la couronne,. Cette aire, qui regroupe 333 communes, est catégorisée dans les aires de 200 000 à moins de 700 000 habitants,.

### Occupation des sols
L'occupation des sols de la commune, telle qu'elle ressort de la base de données européenne d’occupation biophysique des sols Corine Land Cover (CLC), est marquée par l'importance des forêts et milieux semi-naturels (82 % en 2018), une proportion sensiblement équivalente à celle de 1990 (82,1 %). La répartition détaillée en 2018 est la suivante : 
forêts (80,2 %), terres arables (12 %), zones agricoles hétérogènes (3,1 %), milieux à végétation arbustive et/ou herbacée (1,8 %), prairies (1,6 %), zones urbanisées (1,3 %). L'évolution de l’occupation des sols de la commune et de ses infrastructures peut être observée sur les différentes représentations cartographiques du territoire : la carte de Cassini (XVIIIe siècle), la carte d'état-major (1820-1866) et les cartes ou photos aériennes de l'IGN pour la période actuelle (1950 à aujourd'hui).

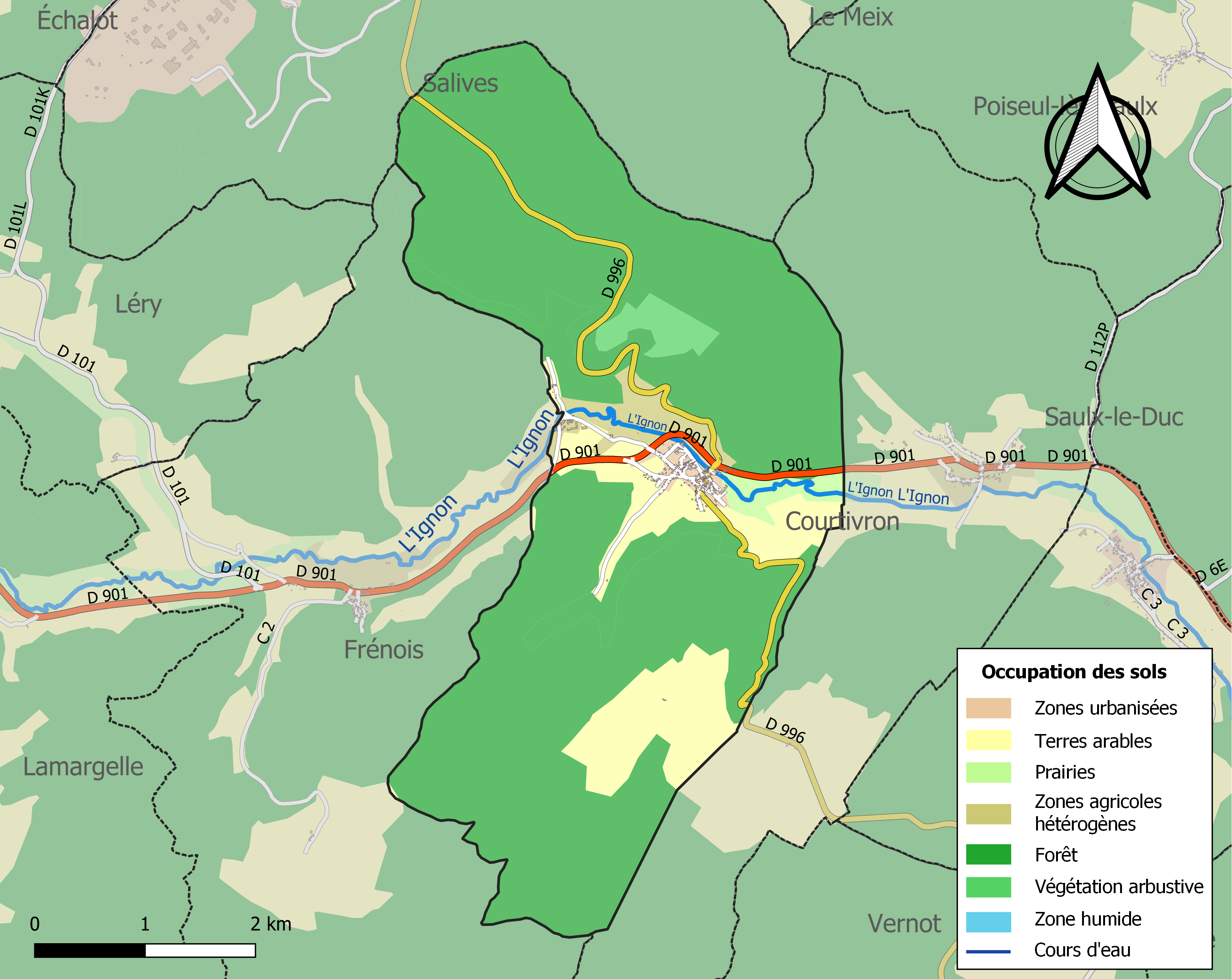
Carte des infrastructures et de l'occupation des sols de la commune en 2018 (CLC).

## Histoire
Pendant la seconde guerre mondiale, un camp d'internement de "nomades" est installé à Moloy.

## Politique et administration
| Période                                 | Période                                     | Identité | Étiquette | Qualité |
| --------------------------------------- | ------------------------------------------- | --- | --------- | ------- |
| 2014 2008 1991 1971 1970 1968 1951 1945 | en cours 2014 2008 1991 1971 1970 1968 1951 | Florian Paquet Michaël Fréquelin Alain Moreau André Paquet Georges Pagot (intérim) Gilbert Pittella Lucien Thibault Gaston Semprey |           |         |

## Démographie
L'évolution du nombre d'habitants est connue à travers les recensements de la population effectués dans la commune depuis 1793. Pour les communes de moins de 10 000 habitants, une enquête de recensement portant sur toute la population est réalisée tous les cinq ans, les populations de référence des années intermédiaires étant quant à elles estimées par interpolation ou extrapolation. Pour la commune, le premier recensement exhaustif entrant dans le cadre du nouveau dispositif a été réalisé en 2007.

En 2022, la commune comptait 235 habitants, en évolution de +2,62 % par rapport à 2016 (Côte-d'Or : +0,82 %, France hors Mayotte : +2,11 %).
| 1793 | 1800 | 1806 | 1821 | 1831 | 1836 | 1841 | 1846 | 1851 |
| ---- | ---- | ---- | ---- | ---- | ---- | ---- | ---- | ---- |
| 439  | 383  | 397  | 452  | 486  | 611  | 562  | 557  | 541  |

| 1856 | 1861 | 1866 | 1872 | 1876 | 1881 | 1886 | 1891 | 1896 |
| ---- | ---- | ---- | ---- | ---- | ---- | ---- | ---- | ---- |
| 513  | 512  | 415  | 370  | 376  | 347  | 334  | 334  | 339  |

| 1901 | 1906 | 1911 | 1921 | 1926 | 1931 | 1936 | 1946 | 1954 |
| ---- | ---- | ---- | ---- | ---- | ---- | ---- | ---- | ---- |
| 294  | 302  | 265  | 212  | 194  | 185  | 203  | 215  | 217  |

| 1962 | 1968 | 1975 | 1982 | 1990 | 1999 | 2006 | 2007 | 2012 |
| ---- | ---- | ---- | ---- | ---- | ---- | ---- | ---- | ---- |
| 217  | 215  | 214  | 207  | 210  | 219  | 223  | 223  | 215  |

| 2017 | 2022 | - | - | - | - | - | - | - |
| ---- | ---- | - | - | - | - | - | - | - |
| 233  | 235  | - | - | - | - | - | - | - |

## Lieux et monuments
Une stèle à la mémoire des Tziganes et des étrangers internés à proximité du hameau de Labergement a été inaugurée en 2005.

### Titulaires de la Légion d'honneur
Moloy compte quelques natifs titulaires de la Légion d'honneur : 
- Edme PAULVET, né à Moloy le 17 janvier 1772, décédé en 1851[17] ;
- Edme Claude BAUDOIN-SAINT-FIRMIN, Capitaine, né à Labergement-lès-Moloy le 8 mars 1774, décédé le 10 juillet 1851 à Paris, Officier de la LH[18] ;
- François MONGEOT, Lieutenant, né à Moloy le 27 juin 1786, décédé le 19 décembre 1859[19] ;
- François DÉCLUME, Capitaine, né à Moloy le 22 juillet 1788, décédé le 24 mars 1859[20] ;
- Gérard ROGER, né à Moloy le 2 avril 1793, décédé à Is-sur-Tille le 29 septembre 1876[21] ;
- François NICOLARDOT, Capitaine, né à Moloy le 28 mars 1799, décédé à Moloy le 27 mars 1893[22] ;
- Pierre Claude Constant LEGRAND, né à Moloy le 7 septembre 1835, décédé en 1918[23] ;
- Charles Victor Henri BEREUL, Capitaine, né à Moloy le 17 novembre 1857, décédé le 4 juin 1925[24] ;
- Jean Jacques Maurice BONFILS, Capitaine, né à Moloy le 2 septembre 1874, décédé à Chaux-lès-Clairval le 5 mai 1938[25] ;
- Jacques Marie Joseph Albert de FAYET de MONTJOYE, né au Château de Labergement-lès-Moloy le 14 juillet 1896, décédé à Moloy le 19 avril 1982) ;

Et d'autres, non natifs, mais titulaires de la Légion d'honneur ayant une attache à Moloy :
•	Henri Nicolas Étienne GOUGET (1756-1825);
•	Paul THOUREAU (1797-1873);
•	Henri Maurice GOUGET (1819-1865);
•	Paul Gabriel DUBOIS de SAINT-VINCENT (1828-1896);
•	Henri Étienne Espérance GOUGET (1852-1937);
•	Francis Charles Paul Victor LEFEBVRE (1875-1931);
•	Louis Charles GERRIER (1885-1973);
•	Paul Gaspard PERROT (1885-1972);
•	Louis Henri Marie Maurice GOUGET de LANDRES (1892-1975);
•	Maurice Charles Gustave Joseph LIOTARD (1913-1972);

## Personnalités liées à la commune
- L'auteur de bandes dessinées Gilles Roussel, alias Boulet[26].